# KTRK-TV-Sendemast
Der KTRK-TV-Sendemast ist ein 600,5 Meter hoher, abgespannter Sendemast in Missouri City, Texas. Der KTRK-TV-Sendemast wurde 1982 errichtet und dient der Verbreitung von Fernsehprogrammen. In unmittelbarer Nähe befindet sich der fast gleich hohe Fox-TV-Sendemast.